# Yanai
Yanai (柳井市?) è una città giapponese della prefettura di Yamaguchi.